# Corey Feldman
Corey Scott Feldman (Los Angeles, 16 luglio 1971) è un attore e cantante statunitense.

## Biografia
Figlio di genitori divorziati, Bob Feldman e Sheila Goldstein, ha iniziato giovanissimo girando alcuni spot pubblicitari e recitando in una situation comedy. Il successo è arrivato con il film I Goonies (1985) di Richard Donner e più tardi con Stand by Me - Ricordo di un'estate (1986) di Rob Reiner, ma in seguito la dipendenza dalla droga lo ha allontanato per qualche tempo dalla carriera. Amico di Michael Jackson, ha iniziato a dedicarsi alla musica ispirandosi anche al suo look, e nel 1989 ha partecipato al video del suo singolo Liberian Girl.
Nel 2008 è uscito negli Stati Uniti il seguito di Ragazzi perduti, Lost Boys: The Tribe, in cui Feldman ha ripreso la parte del fratello Frog che interpretò nel 1987. Nel 2010 ha fatto parte del cast della serie televisiva statunitense The Two Coreys, trasmessa su A&E Network, al fianco del collega e amico Corey Haim, deceduto lo stesso anno, insieme al quale ha realizzato varie pellicole.
Nel 2010 è uscito negli Stati Uniti Lost Boys: The Thirst, in cui Feldman nella parte di Edgar Frog ritrova con il fratello Alan Frog. In quest'ultimo episodio ci sono diversi riferimenti al primo film in ricordo dell'amico Corey Haim, che fu uno dei protagonisti del film nel 1987. Nel 2011 è presente il video musicale Last Friday Night di Katy Perry. Nel 2013 è apparso nel videoclip City of Angels dei Thirty Seconds to Mars.
Ha dichiarato pubblicamente di aver subito abusi sessuali a Hollywood da parte di una persona potente, senza però rivelare il nome. Nel 2019 Feldman ha lanciato una campagna per finanziare un documentario che esporrà i presunti pedofili a Hollywood. Una volta dato il via alla raccolta circa 10 milioni di dollari per finanziare il film, con i quali si è proposto di pagare anche le eventuali spese legali e quelle necessarie per la sua stessa protezione personale, a marzo 2020, con l'uscita del documentario,  ha accusato Charlie Sheen di abusi sessuali e sodomia sul collega Corey Haim, oltre a riferire di ulteriori abusi subiti da entrambi nel periodo del loro successo.

## Vita privata
Nel 1989, a 18 anni, si è sposato con l'attrice Vanessa Marcil, da cui divorzierà nel 1993. Nel 2002 è passato a nuove nozze con l'attrice Susannah Sprague; i due hanno avuto un figlio, Zen Scott, nato nel 2004, e si sono separati nel 2009 per poi divorziare nel 2014. Dal 2016 l'attore è sposato con la modella Courtney Anne Mitchell con cui divorzierà nel 2023.

## Filmografia

### Attore

#### Cinema
- Born Again, regia di Irving Rapper (1978)
- L'uomo venuto dall'impossibile (Time After Time), regia di Nicholas Meyer (1979)
- Venerdì 13 - Capitolo finale (Friday the 13th: The Final Chapter), regia di Joseph Zito (1984)
- Gremlins, regia di Joe Dante (1984)
- Venerdì 13: il terrore continua (Friday the 13th: A New Beginning), regia di Danny Steinmann (1985)
- I Goonies (The Goonies), regia di Richard Donner (1985)
- Stand by Me - Ricordo di un'estate (Stand by Me), regia di Rob Reiner (1986)
- Ragazzi perduti (The Lost Boys) , regia di Joel Schumacher (1987)
- License to Drive - Licenza di guida (License to Drive), regia di Greg Beeman (1988)
- L'erba del vicino (The 'Burbs), regia di Joe Dante (1989)
- Un piccolo sogno (Dream a little dream), regia di Marc Rocco (1989)
- Senza respiro (Edge of Honor), regia di Michael Spence (1991)
- Rock 'n' Roll High School Forever, regia di Deborah Brock (1991)
- Meatballs 4, regia di Bob Logan (1992)
- Round Trip to Heaven, regia di Alan Roberts (1992)
- Palle in canna (Loaded Weapon 1), regia di Gene Quintano (1993)
- Stepmonster, regia di Jeremy Stanford (1993) uscito in home video
- Blown Away - Spazzato via (Blown Away), regia di Brenton Spencer (1993) uscito in home video
- Visioni intime (Lipstick Camera), regia di Mike Bonifer (1994)
- Scuba School - Che coraggio ragazzi! (Last Resort), regia di Rafal Zielinski (1994) uscito in home video
- Maverick, regia di Richard Donner (1994)
- Un gioco molto pericoloso (A Dangerous Place), regia di Jerry P. Jacobs (1994)
- Prendi gli occhiali e scappa (Dream a Little Dream 2), regia di James Lemmo (1995) uscito in home video
- Red Line, regia di John Sjogren (1995) uscito in home video
- Voodoo, regia di René Eram (1995)
- South Beach Academy, regia di Joe Esposito (1995)
- Evil Obsession, regia di Richard W. Munchkin (1996)
- Il piacere del sangue (Bordello Of Blood), regia di Gilbert Adler (1996)
- Busted, regia di Corey Feldman (1997) uscito in home video
- Born Bad, regia di Jeff Yonis (1997)
- È troppo alta (She's Too Tall), regia di Redge Mahaffey (1998)
- Storm Trooper, regia di Jim Wynorski (1998) uscito in home video
- The Waterfront, regia di Jesse Dell e John Sjogren (1998)
- The Million Dollar Kid, regia di Neil Mandt (2000)
- Citizen Toxie: The Toxic Avenger IV, regia di Lloyd Kaufman (2000)
- My Life as a Troll, regia di Dominick Brascia (2001)
- Seance, regia di John Preston (2001)
- Project Redlight, regia di Yoni Berkovits, Matt Hoey e Adam Schwartz - cortometraggio (2002)
- Bikini Bandits, regia di Steve Grasse (2002) uscito in home video
- Pauly Shore Is Dead, regia di Adam Freeman e Pauly Shore (2003)
- Dickie Roberts - Ex Piccola Star (Dickie Roberts: Former Child Star), regia di Sam Weisman (2003)
- Serial Killing 4 Dummys, regia di Trace Slobotkin (2004)
- No Witness, regia di Michael Valverde (2004)

- The Birthday, regia di Eugenio Mira (2004)
- puppet master vs. Demonic toys regia di [ted nicolaou] (2004)
- Space Daze, regia di John Wesley Norton

(2005) uscito in home video
- Lost Boys: The Tribe, regia di P.J. Pesce (2008) uscito in home video
- Terror Inside, regia di Joe G. Lenders (2008)
- Hooking Up, regia di Vincent Scordia e Jeff Siegel (2009)
- Lucky Fritz, regia di Stephen Manuel (2009)
- Lost Boys: The Thirst, regia di Dario Piana (2010) uscito in home video
- Operation: Belvis Bash, regia di Alex Lvovsky e Joe Walser (2011)
- 6 Degrees of Hell, regia di Joe Raffa (2012)
- Worth: The Testimony of Johnny St. James, regia di Jenn Page (2012)
- Exposure, regia di Gordon Scott Venters (2013)
- The Zombie King, regia di Aidan Belizaire (2013)
- Zombex, regia di Jesse Dayton (2013)
- The M Word, regia di Henry Jaglom (2014)
- Body High, regia di Joe Marklin (2015)
- JOB's Daughter, regia di Emilio Roso (2016)
- Corbin Nash, regia di Ben Jagger (2018)
- Parallel, regia di David Mahmoudieh - cortometraggio (2019)
- Teenage Girl: First Wheels, regia di Aaron Lee Lopez (2020)
- The Sunday Night Slaughter, regia di Edward Payson (2020)
- 13 Fanboy, regia di Deborah Voorhees (2021)
- Suicide for Beginners, regia di Craig Thieman (2022)
- SAVJ, regia di Tank Standing Buffalo - cortometraggio (2022)
- Sour Party, regia di Amanda Drexton e Michael A. Drexton (2023)
- The 3_2 Pulldown, regia di Gregg Golding (2024)

#### Televisione
- America 2-Night – serie TV, 3 episodi (1978)
- La famiglia Bradford (Eight Is Enough) – serie TV, 1 episodio (1978)
- Alice – serie TV, 1 episodio (1978)
- Willa, una donna (Willa), regia di Joan Darling e Claudio Guzmán – film TV (1979)
- Angie – serie TV, 1 episodio (1979)
- La gang degli orsi (Bad News Bears) – serie TV, 26 episodi (1979-1980)
- Love Boat (The Love Boat) – serie TV, 2 episodi (1979-1982)
- Love, Natalie, regia di Peter Bonerz – film TV (1980)
- Vacanze con il padre (Father Figure), regia di Jerry London – film TV (1980)
- Mork & Mindy – serie TV, 2 episodi (1980)
- I'm a Big Girl Now – serie TV, 1 episodio (1981)
- Doppio gioco a San Francisco (Foul Play) – serie TV, 1 episodio (1981)
- How to Eat Like a Child – film TV (1981)
- I ragazzi di padre Murphy (Father Murphy) – serie TV, 1 episodio (1982)
- Open All Night – serie TV, 1 episodio (1982)
- Angioletto senza ali (The Kid with the Broken Halo), regia di Leslie H. Martinson – film TV (1982)
- Cass Malloy, regia di J.D. Lobue – film TV (1982)
- Gloria – serie TV, 1 episodio (1982)
- Madame's Place – serie TV, 15 episodi (1982)
- Still the Beaver, regia di Steven Hilliard Stern – film TV (1983)
- Still the Beaver – serie TV, 1 episodio (1983)
- Lottery! – serie TV, 1 episodio (1983)
- Cin cin (Cheers) – serie TV, 1 episodio (1983)
- Giorno per giorno (One Day at a Time) – serie TV, 1 episodio (1984)
- Casa Keaton (Family Ties) – serie TV, 1 episodio (1986)
- Rowdies, regia di Burt Kennedy – film TV (1986)
- Heart of the City – serie TV, 1 episodio (1986)
- CBS Schoolbreak Special – serie TV, 1 episodio (1989)
- Trying Times – serie TV, 1 episodio (1989)
- Disneyland – serie TV, 1 episodio (1990)
- Sposati con figli (Married with Children) – serie TV, 1 episodio (1993)
- La legge di Burke (Burke's Law) – serie TV, 1 episodio (1994)
- I racconti della cripta (Tales from the Crypt) – serie TV, 1 episodio (1994)
- Dweebs – serie TV, 10 episodi (1995)
- I viaggiatori (Sliders) – serie TV, 1 episodio (1996)
- Beyond Belief: Fact or Fiction – serie TV, 1 episodio (1997)
- Legion, regia di Jon Hess – film TV (1998)
- Il corvo (The Crow: Stairway to Heaven) – serie TV, 1 episodio (1999)
- Son of the Beach – serie TV, 1 episodio (2000)
- Dark Realm – serie TV, 1 episodio (2001)
- The Guardian – serie TV, 1 episodio (2003)
- Greg the Bunny – serie TV, 1 episodio (2004)
- Puppet Master vs Demonic Toys, regia di Ted Nicolaou – film TV (2004)
- Splatter – serie TV, 10 episodi (2009)
- The Horrible Terrible Misadventures of David Atkins – serie TV, 1 episodio (2010)
- So Random! – serie TV, 3 episodi (2011)
- From Rags to Reuben, regia di Gabe Geltzer – film TV (2011)
- Psych – serie TV, 1 episodio (2011)
- Easy to Assemble – serie TV, 4 episodi (2011)
- Crash & Burn, regia di Peter Siaggas e Lance Krall – film TV (2012)
- #7DaysLater – serie TV, 1 episodio (2013)
- The Birthday Boys – serie TV, 1 episodio (2014)

### Doppiatore
- Red e Toby nemiciamici (The Fox and the Hound), regia di Art Stevens, Ted Berman e Richard Rich (1981)
- Tartarughe Ninja alla riscossa (Teenage Mutant Ninja Turtles), regia di Steve Barron (1990)
- Il viaggio fantastico (Die Abenteuer von Pico und Columbus), regia di Michael Schoemann (1992) Versione inglese
- Tartarughe Ninja III (Teenage Mutant Ninja Turtles III), regia di Stuart Gillard (1993)
- Fl-eek Stravaganza – serie TV, 7 episodi (1994-1996)
- Normality – videogioco (1995)
- The Scarecrow, regia di Brian Nissen e Richard Rich (2000)
- Super Robot Monkey Team Hyperforce Go! – serie TV, 52 episodi (2004-2006)
- Robot Chicken – serie TV, 1 episodio (2006)
- Teenage Mutant Ninja Turtles - Tartarughe Ninja (Teenage Mutant Ninja Turtles) – serie TV, 12 episodi (2013-2017)
- Teenage Mutant Ninja Turtles: Danger of the Ooze – videogioco (2014)
- Turbo FAST – serie TV, 1 episodio (2015)
- Minecraft: Story Mode - A Telltale Games Series – videogioco (2015)
- American Dad! – serie TV, 1 episodio (2015)
- Minecraft: Story Mode – serie TV, 3 episodi (2018)
- JJ Villard's Fairy Tales – serie TV, 1 episodio (2020)
- Age of Stone and Sky: The Sorcerer Beast, regia di William L. Cox (2021)
- Only You: An Animated Shorts Collection – serie TV, 1 episodio (2023)

### Regista
- Busted (1997) uscito in home video
- Corey Feldman's Truth Campaign (2017) uscito in home video
- Without U (2022) video musicale

## Doppiatori italiani
Nelle versioni in italiano delle opere in cui ha recitato, Corey Feldman è stato doppiato da:
- Corrado Conforti ne I Goonies, Stand by Me - Ricordo di un'estate
- Christian Iansante ne Il piacere del sangue, She's Too Tall, Psych
- Riccardo Rossi in License to Drive - Licenza di guida, Un piccolo sogno
- Massimiliano Manfredi in La famiglia Bradford
- Julian Oliveri Orioles in Venerdì 13 - Capitolo finale
- Davide Lionello in Gremlins
- Massimiliano Alto in Ragazzi perduti
- Fabrizio Manfredi in L'erba del vicino
- Luigi Ferraro in Palle in canna
- Massimo Rinaldi in Prendi gli occhiali e scappa
- Gianluca Iacono in No Witness

Da doppiatore è sostituito da:
- Fabrizio Vidale in Red e Toby - Nemiciamici, Tartarughe Ninja alla riscossa
- Fabrizio Pucci in Tartarughe Ninja III
- Paolo Vivio in Teenage Mutant Ninja Turtles - Tartarughe Ninja
- Mino Caprio in Il viaggio fantastico